# Stufendiagnostik
Der Begriff der Stufendiagnostik (in der Labormedizin auch Reflextestung) bezeichnet festgelegte mehrstufige Untersuchungsabläufe in der Medizin, die so strukturiert sind, dass der Gesamtablauf möglichst effizient ist und indem unnötige Untersuchungsschritte vermieden werden. Zweck solcher Prozeduren ist zum Beispiel die Reduktion sinnloser Maßnahmen und somit die Limitierung finanzieller Ausgaben, Schonung der Ressource Mitarbeiter, Schonung der Ressource Struktur, Schonung apparativer Ressourcen sowie die Verringerung potentieller Verunsicherung bei Patienten.
Stufendiagnostik wird insbesondere in der infektionsmedizinischen Labordiagnostik durchgeführt. Dort werden in der Labor-EDV für definierte Fragestellungen Regeln zur sinnvoll gestuften Abarbeitung hinterlegt, welche zuvor im Konsens von Labor und Klinik entwickelt wurden. Auch in klinischen Fachgebieten finden Konzepte gestufter Diagnostik Anwendung, etwa in der Orthopädie.

## Stufendiagnostik in der Infektionsmedizin

### Stufendiagnostik am Beispiel Hepatitis D
Ein Beispiel für Stufendiagnostik ist der Ablauf bei der Untersuchung auf Hepatitis D. Diese Erkrankung kann nie zur Ausprägung kommen, wenn nicht eine aktive Infektion mit Hepatitis B vorliegt, da das Hepatitis D-Virusoid bestimmte Strukturen des Hepatitis-B-Virus zum Aufbau der eigenen infektiösen Partikel benötigt. Das heißt also, dass VOR der Hepatitis D-Diagnostik immer die Stufe der Hepatitis B-Diagnostik stehen muss. Spricht letztere gegen eine aktive Infektion, stoppt hier auch die Diagnostik auf Hepatitis D. Ist  jedoch eine aktive Hepatitis B-Infektion festgestellt worden, ist ein Nukleinsäurenachweis von Hepatitis D, zum Beispiel mittels PCR, sinnvoll. Das gilt insbesondere, wenn ein sogenannt hochtitriger Wert für HBsAg bei gleichzeitig mengenmäßig niedrigem oder negativem HBV-DNA-Nachweis vorliegt.

### Stufendiagnostik am Beispiel Lues
Bei anlassgebenden Symptomen wird ärztlicherseits häufig eine Lues-Stufendiagnostik in serologisch tätigen Laboratorien angefordert. Es gibt viele verschiedene Untersuchungsmöglichkeiten, aber es wird nicht unmittelbar jeder mögliche Parameter durchgeführt, sondern auch diese werden sinnvoll aufeinander abgestuft. Prinzipiell gibt es drei bis vier Stufen der Testung:
1. zunächst wird ein Suchtest durchgeführt (z. B. TPHA oder EIA)
2. ein positives Ergebnis erfordert einen Bestätigungstest (z. B. FTA-Abs oder Immunoblot), oder 1. kann wiederholt werden
3. ein positives Ergebnis bei 2. erfordert das Feststellen von Krankheitsaktivität / Behandlungsbedarf (z. B. IgM oder VDRL)
4. mehrfache Kontrollen um einen Behandlungserfolg zu verifizieren oder erneut zu behandeln

Dieses Konzept der Stufendiagnostik (Suchtest, Bestätigungstest, Krankheitsaktivität und ggf. Kontrolluntersuchungen) ist in Laboratorien in Deutschland allgemein üblich, auch wenn bei bestimmten Fragestellungen davon abgewichen wird.